# Василий Гликис
Василий Гликис (на гръцки: Βασίλειος ὁ Γλυκὺς, Василиос о Гликис) е византийски православен духовник, солунски архиепископ от средата на XIII век. Обявен е за светец.

## Биография
Василий носи прякора Монаха, заради което се предполага, че преди да оглави солунската катедра е бил монах. Името му се появява и в съборен акт с дата 4 май 1250 година. Според някои източници Василий Гликис наследява солунската катедра от Мануил Опсарас Дисипатос.
Василий Гликис е изобразен на фреска във Ватопедския манастир. Светецът е изографисан в цял ръст, но от кръста надолу фреската е повредена.